# نادر المصري
نادر المصري (26 يناير 1980 في بيت حانون - ) منافس ألعاب قوى من فلسطين من بيت حانون في قطاع غزة. مثل فلسطين في الألعاب الأولمبية الصيفية 2008 في بكين في سباق 5000 متر. كان الشخص الوحيد من قطاع غزة وواحد من الفلسطينيين الأربعة فقط الذين شاركوا في الألعاب الأولمبية الصيفية 2008. رفضت سلطات الاحتلال الإسرائيلي لعدة أشهر السماح له بالمرور عبرها للتدريب في مكان آخر؛ وبعد ذلك تم منحه تصريحًا في أبريل 2008. في عام 2015، فاز بماراثون فلسطين الدولي في بيت لحم بعد أن سُمح للعدائين من قطاع غزة بحضور هذا الحدث لأول مرة في الضفة الغربية.

## روابط خارجية
- نادر المصري على موقع الاتحاد الدولي لألعاب القوى (الإنجليزية)
- نادر المصري على موقع اللجنة الأولمبية الدولية (الإنجليزية)
- نادر المصري على موقع أوليمبيديا (الإنجليزية)